# Joshua Morrow
Joshua Jacob Morrow (n. 8 februarie 1974, Alaska, SUA) este un actor de televiziune și muzician american. În 1994, și-a început cariera când a fost distribuit în rolul lui Nicholas Newman în serialul Tânăr și neliniștit. În 1998, s-a alăturat grupului soul-pop 3Deep (alături de actorul Eddie Cibrian și de cântărețul canadian CJ Huyer); grupul s-a destrămat în 2001. A fost nominalizat de cinci ori consecutiv, între 1996 și 2000, la premiul Emmy pentru cel mai bun tânăr actor într-un serial dramatic.

## Viața personală
Pe 4 august 2001, Morrow s-a căsătorit cu Tobe Keeney. Împreună, cei doi au patru copii: trei băieți, Cooper Jacob, născut pe 27 septembrie 2002; Crew James, născut pe 27 mai 2005 și Cash Joshua, născut pe 21 aprilie 2008, și o fată, Charlie Jo, născută pe 30 octombrie 2012.